# سيد لوي
سيد لوي (بالإنجليزية: Sid Lowe)‏ هو مدون صوتي بريطاني، ولد في 21 يونيو 1976 في أرتشواي، لندن في المملكة المتحدة.